# Jardins de Lúculo
Os Jardins de Lúculo (em italiano:  Horti Lucullani) eram parte de uma antiga villa patrícia no monte Píncio, no subúrbio da Roma Antiga; eles foram planejados e criados por Lúcio Licínio Lúculo por volta de 60 a.C.. A Villa Borghese ainda cobre uma área de 6,9 hectares deste jardim, atualmente localizado no coração de Roma, bem acima da Scalinata di Spagna.

## Jardins da Roma Antiga
Em Roma, era costume chamar de horti (singular: hortus) as residências dotadas de um grande jardim (hortus significa "jardim") localizadas dentro da cidade, mas nos subúrbios. Os jardins eram lugares de lazer, onde era possível aproveitar o isolamento e a tranquilidade sem a necessidade de grandes viagens.
A parte mais importante dos horti era, sem dúvida, a vegetação, geralmente composta por folhagens espessas podadas em formas geométricas ou animais segundo os ditames da ars topiaria. Entre a vegetação ficavam pavilhões, pórticos de passeio com proteção contra o sol, fontes, termas, pequenos templos e estátuas, geralmente cópias romanas de originais gregos. O primeiro jardim foi o suntuoso Jardim de Lúculo, no monte Píncio, seguido logo depois pelo Jardim de Salústio.

## História

### Lúculo
Os fabulosos Jardins de Lúculo estão entre os mais influentes jardins da história. Por introduzir o jardim persa em Roma, Pompeu apelidou, jocosamente, Lúculo de "o Xerxes romano" e Tuberão chamou-o de "Xerxes de toga" chamava os jardins de "Jardim Asiático" (em latim: Horti Asiatici), uma provável referência ao proprietário, Valério Asiático, e não ao seu "estilo asiático". Estes comentários demonstram que já se sabia muito bem em Roma que este novo tipo de jardinagem de luxo tinha sua origem na Pérsia. Lúculo experimentou em primeira mão o estilo persa de jardinagem nos jardins do sátrapa da Anatólia (a província da "Ásia" para os romanos), na Mesopotâmia e na própria Pérsia sassânida. Como lembrou Plutarco, "Lúculo [foi] o primeiro romano a liderar um exército através do Tauro, a atravessar Tigre, a tomar e queimar os palácios reais dos reis, Tigranocerta, Cabira, Sinope e Nísibis, tomando e subjugando as regiões setentrionais chegando até Fásis, orientais até a Média e se apoderando do sul e do mar Vermelho por meio dos reis dos árabes."
As villas nas colinas de Túsculo, perto da moderna Frascati, e em Nápoles também estavam repletos de jardins. Plutarco menciona "as câmaras e galerias com suas vistas marítimas, construídas em Nápoles por Lúculo com os espólios dos bárbaros" e Plínio conta que Lúculo escavou um canal através da montanha em suas propriedades em Nápoles para permitir que a água do mar circulasse em sua lagoa de peixes, que relembrava o canal que havia sido escavado através do istmo em Monte Atos pelo rei persa.
Plutarco, assim como a maior parte dos contemporâneos romanos de Lúculo, acreditava que estes esforços de Lúculo em sua aposentadoria como sendo indignos de um romano e um fingimento:
| “ | Pois eu não dou valor maior a seus edifícios suntuosos, pórticos e termas e ainda menos a suas pinturas e esculturas e todo o trabalho investindo nestas curiosidades que ele coletou gastando vastas quantias, dispendendo ricamente nelas as riquezas e os tesouros que conseguiu, tanto que, ainda hoje [122 d.C.], com todo o avanço do luxo, os Jardins de Lúculo estão entre os mais nobres do imperador [Adriano, na época]. Tuberão, o estoico, quando viu seus edifícios em Neápolis, onde ele ergueu as colinas sobre vastos túneis, escavados a partir do mar para encher fossos e lagoas de peixes à volta de sua casa e casas de prazer sobre as águas, chamou-o de Xerxes de toga. Ele também tinha belas propriedades em Túsculo, belvederes e grandes varandas em seus quartos e pórticos para se passear, onde Pompeu, numa visita, o acusou de criar uma casa que era agradável no verão, mas inabitável no inverno; a quem ele respondeu com um sorriso: «Vocês acreditam que eu sou menos cuidadoso que garças e cegonhas, não mudo de casa de acordo com a estação?» | ” |
|   | — Plutarco, Vidas Paralelas Luculo 39. |   |

Embora a expressão "banquete de Lúculo" tenha se transformado em provérbio, Lúculo não era apenas um consumidor conspícuo. Ele colecionou uma grande biblioteca e abriu para estudiosos, ele próprio escreveu e apoiou escritores. Seu jardim estava repleto de obras de arte, especialmente esculturas gregas, originais e cópias de "antigos mestres", e, por isso, se transformou num rico sítio arqueológico — a estátua do "Afiador de faca Cítio" (que, acredita-se atualmente, represente o executor se preparando para esfolar Mársias), que os Médici levaram para Florença, foi encontrada neste jardim.

### Anos finais
Os Jardins de Lúculo se tornaram o lugar preferido da imperatriz de Cláudio, Messalina (depois que ela forçou o proprietário, Valério Asiático, a cometer o suicídio). Foi ali também o local de seu assassinato, em 48, por ordens de Cláudio. Logo depois, em 55, mosaicos escavados no jardins providenciaram os primeiros usos conhecidos das tesselas feitas com vidro de ouro, que continuaria sendo o componente essencial dos mosaicos bizantinos e ocidentais. No século XVI, a proprietária da região era Felice della Rovere, filha do papa Júlio II.